# Алимшоев, Муборакшо
Муборакшо Алимшоев (3 января 1939 — 20 мая 2019) — советский таджикский государственный и политический деятель, член Союза журналистов Таджикистана, член Союза журналистов СССР, член Международной организации журналистов (с 1965).

## Биография
Родился 3 января 1939 года в кишлаке Манем Шугнанского района, Горно-Бадахшанской автономной области Таджикской ССР, в семье Ёрбекова Алимшо (1918—1989), таджика по национальности.
Выпускник факультета таджикского языка и литературы Кулябского государственного педагогического института (1955—1959), член КПСС с 1962 года.
С 1959 года — на хозяйственной, общественной и политической работе: учитель средней школы № 20 имени Сталина кишлака Богев (тадж. Боғев) Шугнанского района (1959—1961), корреспондент газеты «Бадахшони Совети» (1961—1964), главный редактор радиовещания города Хорога (1964—1966), заведующий отделом советского строительства газеты «Бадахшони советӣ» (1966—1972), инструктор отдела пропаганды и агитации Хорогского горкома КП Таджикистана (1972—1976), слушатель Ташкентского ВПШ при ЦК КПСС (журналистика) (1976—1978), заведующий сектор, заместитель заведующего организационного отдела Хорогского ГК КП Таджикистана (1978—1986), главный редактор газеты «Коммунисти Шуғнон» (1986—1991), «Маърифати Шуғнон» (1991—2000): 

Будучи учителем, хорошо помню, как однажды написал статью для газеты редакции «Бадахшони советӣ»; статья понравилась главному редактору газеты Назаршо Исломову, впоследствии он меня пригласил на работу.— Муборакшо Алимшоев
В 2001 году избран первым секретарем Шугнанского райкома КП Таджикистана (2001—2007).
Муборакшо Алимшоев скончался 20 мая 2019 года на восемьдесят первом году жизни в кишлаке Манем Шугнанского района, Горно-Бадахшанской автономной области Республики Таджикистан.

## Награды, звания и членство
- Медаль «Ветеран труда» (1990),
- Отличник печати СССР (1982),
- Член Союза журналистов Таджикистана; Союза журналистов Союза Советских Социалистических Республик — после распада СССР член Международной организации журналистов (c 1965)[1][3].

## Семья
Отец — Ёрбеков Алимшо (тадж. Алимшоҳ Ёрбеков, 1918—1989) — был потомком известного религиозного просветителя Ходжи Ёрбека (тадж. Ҳоҷӣ Ёрбек), работал главным инженером Облводхоза ГБАО. Мать — Метаршоева Озодабону (тадж. Озодабону Меҳтаршоева, 1920—1944).
Жена — Худжаназарова Баргигул (тадж. Баргигул Хуҷаназарова, 1942—2017) — выпускница ДГПИ имени Т. Г. Шевченко, работала учительницей.
Сыновья: Алимшоев Орис (тадж. Ҳорис Алимшоев, род. 1966) — выпускник ТГУ имени В. И. Ленина; Алимшоев Осим  (род. 1971) — выпускник ДГПИ им. Т. Г. Шевченко; Алимшоев Ошим (тадж. Ҳошим Алимшоев, род. 1972) — выпускник Душанбинского политехнического института.
Дочери: Алимшоева Озодабону (род. 1961) — выпускница ДГПИ им. Т. Г. Шевченко, работает зам председателя Шугнанского района; Алимшоева Мавджигул (тадж. Мавҷигул Алимшоева, род. 1969) — выпускница Душанбинского политехнического института; Алимшоева Раъно (род. 1975) — выпускница ХоГУ им. М. Назаршоева, редактор редакции Редактирования литературного и научного контроля Главной научной редакции Таджикской Национальной Энциклопедии; Алимшоева Мухайё (род. 1983) — выпускница РТСУ.

## Избранные сочинения и публикации
Книги
- Алимшоев М. «Пешвои исмоилиён» = Лидер исмаилитов. — Хорог: «Помир», 1994. — 29 с.
- Алимшоев М., Абдуллоев С. «Қатрае ах баҳр» = Капля в море. — Душанбе: «Адиб», 1999. — 127 с.
- Алимшоев М, Ватаншоев М. «Тавлиди меҳр» = Рождения доброты. — Душанбе: «Нодир», 2007. — 392 с.
- «Бозтоби ҳамкориҳои Тоҷикистон бо буньёди Оғохон дар матбуот» = Отражение сотрудничества Таджикистана и Организации Ага Хана по развитию (ОАХР) в прессе / Сост. М. Ватаншоев, М. Алимшоев; Отв. ред. Х. Каландаров. — Душанбе: «Истеъдод», 2017. — 324 с. — ISBN 978-99975-43-16-5.

Статьи